# Алехандро Фала
Алехандро Фала Рамирес (на испански: Alejandro Falla Ramírez)  [aleˈxandɾo ˈfaʎa raˈmiɾes] е колумбийски тенисист.

## Биография
Алехандро Фала Рамирес е роден на 14 ноември 1983 г. в Попаян, Колумбия.

## Кариера
Алехандро Фала става професионалист през 2000 г. и постига най-високо в кариерата си класиране на сингъл, като световен номер 48, през юли 2012 г. На турнира Уимбълдън през 2006 г. Фала побеждава 9-ия поставен Николай Давиденко, а на Маями Оупън през 2007 г. победи 9-ия поставен Томи Хаас. Той стига до полуфинал на Оупън Сюд дьо Франс през 2007 г., побеждавайки играчи като 5-ия поставен Иван Любичич.
Алехандро Фала почти предизвика сензация в първия кръг на Уимбълдън през 2010 г., като спечели първите два сета срещу защитаващия титлата Роджър Федерер и сервираше за мача при 5–4 в четвъртия сет, но Федерер в крайна сметка спечели 5–7, 4–6, 6–4, 7–6, 6–0.
Най-добрият му резултат в турнир от Големия шлем е през 2011 г. на Откритото първенство на Франция. Фала стига до четвъртия кръг, където губи от непоставения Хуан Игнасио Чела.

### ATP финали (0 титли; 2 финала)
|        | П–З | Година | Турнир         | Клас      | Настилка | Опонент        | Резултат           |
| ------ | --- | ------ | -------------- | --------- | -------- | -------------- | ------------------ |
| Загуба | 0–1 | 2013   | Колумбия Оупън | 250 серии | Твърда   | Иво Карлович   | 3–6, 6–7(4–7)      |
| Загуба | 0–2 | 2014   | Хале Оупън     | 250 серии | Трева    | Роджър Федерер | 6–7(2–7), 6–7(3–7) |